# Ituverava
Ituverava es un municipio brasilero del estado de São Paulo. Está localizado en la región de Ribeirão Preto. Esta a aproximadamente 400 km de São Paulo y a 100 km de Ribeirão Preto. La historia de Ituverava se remonta al flujo de ocupación del centro-oeste brasilero, donde fue establecido un puesto de abastecimiento para troperos y surgió una pequeña comunidad de propietarios rurales. El 10 de marzo de 1885, fue elevada a la categoría de municipio y dejó de ser el Distrito de Paz de Nuestra Señora del Carmo de la Franca del Emperador, para ser Ituverava, en tupí, “Salto Brillante”.

## Turismo
En el ámbito turístico, la ciudad cuenta con el Museo Histórico, el Centro Cultural, las Iglesias Nuestra Señora del Carmo, Nuestra Señora del Rosário y São João Batista, la Plaza Diez de Marzo, el Parque Recreo (donde está situada la cascada Salto Brillante que denomina la ciudad) y la Represa Paulo Borges, que forma parte del circuito turístico Proyecto Portinari.

## Educación
Ituverava obtuvo importancia en el estado por poseer dos instituciones de educación superior que son una de las mejores del país, administradas y mantenidas por la Fundación Educacional de Ituverava. 
La ciudad también cuenta con cinco colegios particulares de grandes redes de educación y una escuela técnica (ETEC), transformando la ciudad en un gran polo educacional que recibe grandes contingentes de alumnos y universitarios que viene de otras localidades buscando educación de calidad.

## Personalidades
- Gustavo Borges, nadador olímpico.
- Marcelo Tas, actual presentador del programa humorístico CQC.
- Vítor Martins, compositor de Ivan Lins.
- Gilda Nomace, Actriz

## Geografía
La ciudad se localiza a una latitud 20º20'22" sur y a una longitud 47º46'50" oeste, estando a una altitud de 605 metros. Posee un área de 697,8 km². la mayor parte de su suelo está formada por tierra púrpura y arenosa, originado de la descomposición de basalto volcánico, el que torna Ituverava un lugar excelente para la agricultura, especialmente para el cultivo de granos, caña de azúcar, algodón, entre otras.

## Demografía
Datos del Censo - 2010
(Fuente: IBGE)
Población total: 38.699
- Urbana: 36.431
- Rural: 2.268
- Hombres: 18.875
- Mujeres: 19.824

Densidad demográfica (hab./km²): 54,89
Estimativa Poblacional en 2007: 38.833 hab.
Mortalidad infantil hasta 1 año (por mil): 1,4
Expectativa de vida (años): 87,13
Tasa de fertilidad (hijos por mujer): 2,04
Tasa de alfabetización: 98,1%
Participación FUNDEF - 2008: R$ 28.104.767,89
Fondo Part. Municipios FPM - 2008: R$ 27.675.753,20
Establecimientos de educación pré-escolar: 13
Establecimientos de educación fundamental: 13
Establecimientos de enseñanza media: 06
Hospitales: 02
Agencias bancarias: 07
Índice de Desarrollo Humano (IDH-M): 0,865
- IDH-M Salario: 0,863
- IDH-M Longevidad: 0,870
- IDH-M Educación: 0,862

(Fuente: IPEADATA)

### Etnias
| Color/Raça | Percentagem |
| ---------- | ----------- |
| Blanca     | 83,5%       |
| Negra      | 5,0%        |
| Parda      | 8,1%        |
| Amarilla   | 3,3%        |
| Indígena   | 0,1%        |

Fuente: Censo 2008

## Datos generales
- Distancia de la capital (São Paulo):

400 km
- Acceso de transporte:

SP 330 - Vía Anhanguera
- Límites:

Aramina, Buritizal, Jeriquara, Guará, Arroyo Corriente, Ipuã, São José de la Bella Vista
- Hidrografía:

Río del Carmo, Río Sapucaí
- Geología/Suelo:

Tierra púrpura y arenosa